# Raz-dwa-try – usie za stoł!
Raz-dwa-try – usie za stoł! (biał. Раз-два-тры — усе за стол!, pol. Raz, dwa, trzy, wszyscy do stołu!) – maxi singel białoruskiego zespołu rockowego Krambambula, wydany w 2010 roku.

## Lista utworów
| Nr | Tytuł utworu                                 | Oryginalna pisownia tytułu                  | Długość |
| -- | -------------------------------------------- | ------------------------------------------- | ------- |
| 1. | „Raz-dwa-try – usie za stoł!”                | «Раз-два-тры — усе за стол!»                | 3:05    |
| 2. | „Świata kożny dzień”                         | «Сьвята кожны дзень»                        | 2:25    |
| 3. | „Azałacicca”                                 | «Азалаціцца»                                | 2:19    |
| 4. | „Raz-dwa-try – usie za stoł!” (dixiland mix) | «Раз-два-тры — усе за стол! (dixiland mix)» | 2:44    |
|    |                                              |                                             | 10:33   |

## Twórcy
- Lawon Wolski – wokal, gitara
- Pawieł Traciak – gitara, wokal wspierający
- Aleh Harus – gitara, wokal wspierający
- Aleś-Franciszak Myszkiewicz – gitara basowa, wokal wspierający
- Kastuś Karpowicz – puzon, wokal wspierający
- Radasłau Sasnoucau – trąbka, wokal wspierający
- Siarżuk Sztender – perkusja, wokal wspierający[1]